# Шишкін Георгій Георгійович
Ши́шкін Гео́ргій Гео́ргійович  (рос. Шишкин Георгий Георгиевич, 25 січня 1948, Свердловськ) — російський художник, який розробив свою особливу техніку з оригінальним методом підготовки основи під пастель, автор картин циклу «Російські сни», триптиха "Присвята Російському балету Дягілєва ", майстер сучасного портрета. Живе і працює в Москві з 1981, в Парижі з 1993 і в князівстві Монако з 1995.

## Біографія
Георгій Шишкін народився в 1948 в Свердловську (нині Єкатеринбург) в сім'ї музиканта-скрипаля (перша скрипка оркестру Свердловського театру музичної комедії), ветерана Великої Вітчизняної війни Георгія Івановича Шишкіна, який отримав поранення на фронті. Хлопчик рано втратив батька.
Мати Галина Кузьмівна (уроджена Кушніна) пропрацювала все життя в проектному інституті Уралгіпроруда: від техніка-будівельника до інженера-будівельника, провідного спеціаліста з економіки.
Дід його Іван Мефодійович Шишкін переселився в Єкатеринбург із Вятської губернії (батьківщини Івана Івановича Шишкіна).
У дитинстві Георгій відчув сильний вплив атмосфери дому прадіда та прабабусі (по материнській лінії), будинки з російськими традиціями, збереженими в радянський час. Його прадід, якого Георгій знав, осліплим, до двадцяти років, - Юхим Іванович Корабельщіков був лікарем у Російській армії. Будинок, оточений садом і городом, був знесений у 1968, а на його місці побудовано безлике будівлю гуртожитку.
Бабуся Ганна Юхимівна Кушніна (до шлюбу Корабельщікова), виховувала онука, працювала вдома швачкою-модельєркою. У юності вона вчилася у французької швачки-модельєрки. Її батьки, селяни дореволюційній Росії, які створили своєю працею невелике, але міцне господарство, платили за навчання дочки золотими монетами значну на той час суму. Напередодні першої світової війни їх стан дозволяло їм записатися в розряд купців I-ї гільдії. З революцією все накопичення їх були втрачені, знецінилися.
Ганна Юхимівна в молодості співала в церковному хорі. Вона любила оперу. В її гостинному домі (кімнаті, що залишилася їй від їх 4-кімнатної квартири після підселення в війну евакуйованих з України) любили збиратися творчі люди. Ганна Юхимівна співала романси, акомпануючи собі на гітарі. Вона залишилася вдовою з двома малолітніми дітьми на руках після того, як в 1937 Кузьма Петрович Кушнін - інженер-механік, видатний фахівець з реконструкції уральських заводів, працюючи на Уралмашзаводі, «загинув під трамваєм, повертаючись з роботи». Ця офіційна версія не підтверджується в дійсності, - на міському кладовищі немає його могили. Пізніше бабуся згадувала, що останнім часом до його зникнення за ним по п'ятах слідував якийсь чоловік. Кузьма Петрович походив з відомої до революції в Тюмені сім'ї Кушніних, хлібосольній і славилася благодійністю. Його батько Петро Степанович Кушнін любив коней і тримав стайні.
В голодні роки війни дочка Галина 16-ти років поривалася втекти на фронт - захищати Батьківщину, але у неї виявився туберкульоз очей. Син Юра вступив до школи юнг. Потім він служив моряком на підводному човні, де отримав велику дозу радіоактивного опромінення, від чого помер у 33-річному віці, залишивши двох дітей. Незважаючи на важкі випробування, бабуся зберігала завжди присутність духу і була для онука Георгія незаперечним авторитетом: одного її суворого погляду було достатньо.
З раннього дитинства Георгій Шишкін виявив великі здібності і любов до малювання. З шести років хлопчик навчався в Музичній школі по класу скрипки, але «був уже впевнений, що повинен стати художником», він постійно малював. У десять років він поступив в Художню школу при Художньому училищі Свердловська 1958—1963, де його викладачем був художник Микола Моос, що став згодом відомим художником-графіком, ілюстратором російських казок. Художню школу Георгій закінчив з відзнакою в 1963, в числі трьох найкращих випускників, отримавши рекомендацію для продовження навчання.
Георгій Шишкін в 1975 закінчив Свердловський архітектурний інститут 1969—1975, філія Московського архітектурного інституту (МАрхИ), (нині Уральська державна архітектурно-художня академія), де в той час викладали провідні митці Уралу. У період навчання він здійснював подорожі з етюдником за старовинними містами Росії. Один або разом з другом - молодим викладачем історії мистецтва Анрі Юрійовичем Каптіковим, випускником Петербурзької Академії Мистецтв, одним з найкращих знавців російської архітектури, що відкрили йому цілий ряд видінь стародавньої Русі. В Успенському соборі Володимира Георгій був вражений фресками Андрія Рубльова, першого російського художника.
Відвідуючи Санкт-Петербург і Москву, юнак цілими днями докладно й уважно вивчав колекції музеїв: Ермітажу, Російського музею, Третьяковської галереї.
З 1974 Георгій Шишкін почав брати участь у професійних художніх виставках. У тому ж році він став лауреатом Всеросійського конкурсу студентської творчості і був запрошений до участі в Всесоюзній виставці «Творчість молодих» на ВДНГ СРСР в Москві. «Молодий художник, я тоді ще не знав, чого я хочу, але вже твердо знав, чого я не хочу» - говорить сам художник. Інтуїтивно він ухилявся від напрямку «соцреалізм», а також від вступу в партію.
Після закінчення інституту з 1975 по 1978 працював архітектором в 1-й майстерні Свердловскгражданпроекта.
З 1978 по 1988 Георгій Георгійович викладав на кафедрі малюнка Свердловського архітектурного інституту (УрГАХА). З 1981 по 1982 стажувався в Московському вищому художньо-промисловому училищі імені Строганова.
Член Спілки художників СРСР з 1985.
З 1986 по 1987 пройшов стажування на кафедрі підвищення кваліфікації в Московському архітектурному інституті.
На запрошення від дирекції Центрального будинку працівників мистецтв (ЦБПМ) в 1987 він приїхав з персональною виставкою до Москви.
В 1988 році художник здійснив поїздку по Росії, відвідавши, зокрема, Ферапонтов монастир з фресками Діонісія і Кирило-Білозерський монастир.
З 1989 року він бере участь у виставках за кордоном, спочатку в Західній Німеччині. У цьому ж році вступив у Міжнародну федерацію художників-графіків при ЮНЕСКО.
У 1989 - 1991 роках він здійснив кілька поїздок в ФРН і Нідерланди.
У 1991 році переїхав до Москви, перевівся в Московську організацію Спілки художників Росії. Є членом Московського Союзу художників.
В 1993 Георгій Шишкін вперше відвідав Францію, в 1996 зупинився в Парижі і в цьому ж році запрошений з виставкою в Монако. З 1998 є резидентом князівства.
Художник взяв участь у багатьох благодійних акціях на користь дітей, особливо, дітей Росії.

## Творча діяльність
Студентом, з 1974, Георгій Шишкін почав брати участь у професійних художніх виставках.
Першим великим його успіхом, тоді ще студента 3-го курсу Свердловського архітектурного інституту, стала розробка і здійснення світильників для Історичного скверу Свердловська.
Експериментуючи в різних техніках, з 1980 Георгій Шишкін віддає перевагу пастелі. В 1983 він винайшов оригінальний метод підготовки основи під пастель, який гарантує їх міцне зчеплення. Цей метод дозволив художнику розширити можливості пастелі та отримати незвичайні якості живопису, використовуючи великі формати.
У 1980-1990-х роках в Росії пройшов ряд персональних виставок художника. З його першої персональної виставки, що проходила в Свердловську в 1981, кілька картин було придбано Державною картинною галереєю Свердловська.
З 1983 по 1985 Георгій Шишкін створив музей (інтер'єр і постійну експозицію) Свердловського державного академічного театру опери та балету, який включає в себе просторово-консольні конструкції з експонатами, дві настінні розписи та галерею портретів найбільш видатних солістів театру. Він також працював архітектором в 1-й майстерні інституту Свердловскгражданпроект над кількома проектами, за якими були побудовані в Свердловську: Будинок кінематографістів, Центр хірургії, Будинок для зарубіжних гостей, НДІ Сельенергопроект. Також Шишкін розробляв проекти образного рішення станцій метро.
З 1989 року він бере участь у виставках за кордоном.
В 1991 художник зробив кілька церковних розписів для фасаду єкатеринбурзькій церкви Всіх Святих, в дар церкви, де був хрещений в дитинстві.
З 1992, після перших поїздок за кордон, Георгій Шишкін, почав роботу над картинами циклу «Російські сни», в яких прагнув виразити духовну сутність буття, об'єднуючи абстрактне з реальним.
Художник отримав запрошення від мера Санкт-Петербурга Анатолія Собчака зробити свою виставку в Державному Російському музеї.
В 1993 картина Шишкіна, присвячена Федору Шаляпіну, була представлена в Великому театрі в Москві на ювілейному концерті в присутності нащадків великого співака.
Приїзд Георгія Шишкіна в Париж в 1993 році приніс йому зустрічі зі «старими російськими», що зберегли російську культуру далеко від Батьківщини, і дав йому новий імпульс для продовження його циклу «Російські сни". Саме в Парижі, центрі мистецтва і індустрії розваг, він усвідомлює себе російським художником і розуміє, що був таким завжди.
Експерт і знавець мистецтва лорд Алістер Макальпайн (англ. Alistair McAlpine), Відвідавши виставку Георгія Шишкіна в Парижі, присвятив йому статтю в лондонському журналі «The European Magazine» під назвою «Художник ловитиме загадку Росії» (21 - 27 вересня 1995), відзначивши високу майстерність художника.
У 1998 році Георгій Шишкін запрошений брати участь у престижній виставці «XXXII-й Міжнародний приз сучасного мистецтва Монте-Карло», організованої Фондом принца П'єра в Монако.
У 1999 році художник став лауреатом Гран-прі Фонду Тейлора.
У тому ж році Георгій Шишкін запрошений почесним президентом виставки «Творці сьогодні» у Палаці конгресів Saint-Quau-Portrieux у Франції, і брав участь у виставці «Метри сучасного портрета» в Музее образотворчих мистецтв в Ментоні (Menton).
На аукціоні Крістіс (Christie's) в Монако 5 березня 1999 картина Георгія Шишкіна посіла четверте місце за рівнем цін серед творів 12-ти художників зі світовим ім'ям: Арман, Фернандо Ботеро, Роберто Матта, Жан-Мішель Фолон ... Цей факт зазначила французька газета «Фігаро» ( «Le Figaro») в номері від 20 березня 1999. Картина була придбана маестро Лучано Паваротті.
З великим успіхом пройшла персональна виставка Георгія Шишкіна під Палаці Фестивалів в Каннах (1999), а потім - ряд виставок: у Галереї музеїв в Ніцці (2000), в Музеї Овер-сюр-Уаз (2001), в Галереї ART 3 в Парижі (2005), у Форумі Грімальді в Монако ( 2006).
В 2008 Георгій Шишкін - почесний запрошений Міжнародної виставки Пастелі в Ліможі (Франція).
Георгій Шишкін - майстер сучасного портрета, що володіє сильною інтуїцією. Він є автором серії портретів творчих людей. Йому позували: Борис Штоколов, Інокентій Смоктуновський, Жан Маре, Жерар Депардьє та ін Він був запрошений у Палац Монако для створення портрета князя Альберта II.
Французький поет і мистецтвознавець Андре Верде, друг Пікассо та Шагала, написав: 
«Без перебільшення я розцінюю Георгія Шишкіна як одного з найкращих портретистів, що я знаю в Європі. Його дивовижне майстерність ґрунтується на підкресленій чутливості техніки, в якій ковзає сама таємниця живопису».
Твори Георгія Шишкіна знаходяться в музеях та приватних колекціях у багатьох країнах світу, зокрема, в Князівському палаці Монако, в колекції королеви Великої Британії Єлизавети II, маестро Лучано Паваротті, братів лордів Девіда і Фредеріка Барклей, лорда Алістера Макальпайна, Гі Хейтенса та інших.
Запрошений до оформлення інтер'єрів, художник здійснив серію картин для Палацу президента Об'єднаних Арабських Еміратів шейха Зайда ібн Султана ан-Нахайяна, а також написав кілька картин на замовлення міністра, сина президента, Мухаммеда ібн Зайда ан-Нахайяна.
З 2005 Георгій Шишкін створив ряд поштових марок для князівства Монако. В 2006 він виграв міжнародний конкурс на офіційну марку з портретом князя Альбера II.
У травні 2009 в Монако випущені дві поштові марки «Сторіччя Російського балету Дягілєва», які було довірено виконати художнику Георгію Шишкіну.
В 2010 вийшла його марка, присвячена А. П. Чехову.
Георгій Шишкін став переможцем у міжнародному конкурсі на поштову марку на честь весілля правлячого князя Монако Альбера II, яка випущена блоком 1 липня 2011 і підписувалася автором в перший день випуску в Музеї марок в Монако. (ТВ Перший канал, ТБ Центр)

## Виставки

### Персональні виставки
Першою виставкою Шишкіна стала виставка у Будинку працівників культури Свердловська в 1981. Інші виставки:
- 1983 — Центральна виставкова зала, Тюмень;
- 1987 — Центральний будинок працівників мистецтва, Москва; Центральний будинок архітектора, Москва;
- 1988 — Будинок культури МГУ, Москва;
- 1991 — Виставкова зала Верховної Ради СРСР, Москва; галерея «Burg Vossloch», Гамбурґ (Німеччина);
- 1993 — Виставка на XIX-му Міжнародному конгресі філософів, Москва; виставка на II-му Конгресі Співвітчизників, Російська академія наук, Москва;
- 1994 — Галерея ADS, Париж (Франція);
- 1995 — Тріанон Палас, Версаль (Франція);
- 1996 — Галерея Rocco Turzi, Париж;
- 1999 — Палац Фестивалів, Канни (Франція); Оперний театр Монте-Карло (Монако);
- 2000 — Музей імпресіоністів, Овер-сюр-Уаз (Франція); Оперний театр Ніцци (Франція);
- 2001 — Національний Театр Мухамеда V, Рабат (Марокко);
- 2002 — Galerie du Chateau, Версаль (Франція);
- 2005 — Виставка у Бібліотеці-Фонді Російського Зарубіжжя, Москва; Галерея ART-3, Париж; — Національний театр, Люксембург;
- 2006 — Форум Гримальді, Монако;
- 2008 — Виставка до 150-річчя російської присутності на Лазуровому Березі, Університетський Центр Середземномор'я, Ніцца;
- 2009 — Виставка Георгія Шишкіна «Посвящение Нижинскому и Русскому Балету Дягилева», Виставкова зала Монегасского комитета Ассоциациации изобразительных искусств при ЮНЕСКО, Монако (10, Quai Antoine I), с 27 сентября (Міжнародній День культурного наследия) по 23 октября 2009. Вернисаж 29 сентября;
- 2010 — Виставка «Російські сни» Георгія Шишкіна, у рамках Року Росії у Франції під заступництвом Французької Академії, Париж, Мерія XVI-го округу;
- 2015 — Виставка «Російські сни» Георгія Шишкіна, у рамках Року Росії у Монако, Центр конгресів, Монте-Карло;
- 2017 — Виставка творів Георгія Шишкіна «Російські сни», Державний Російський музей, Санкт-Петербург, Росія;

### Групові виставки
Першою груповою виставкою Георгія Георгійовича стала Всеросійська виставка студентського товариства у Новосибірську в 1973, на якій він отримав Диплом лауреата конкурсу. Інші важливі виставки:
- 1981 — VI-я Всесоюзна виставка акварелі, Центральний будинок художника, Москва;
- 1985 — Уральська зональна виставка, Державна картинна галерея, Свердловськ;
- 1987 — Російсько-американська виставка на Конгресі «Співпраця у космосі заради миру на Землі», Міжнародний торговельний центр імені Гаммера;
- 1989 — Галерея «Raum und Kunst», Гамбурґ (ФРН); Міжнародна виставка «Мистецтво та космос», «Ko-Galerie», Дюссельдорф (ФРН);
- 1990 — Galerie Burckman, Ганновер (ФРН);
- 1991 — «Російське мистецтво» (починаючи з Кандинського), Галерея «Burg Vossloch», Гамбурґ (Німеччина); —Виставка Міжнародної Федерації Художників-графіків ЮНЕСКО, Центральна виставкова зала «Манеж», Москва;
- 1992 — Виставка «Жіночий портрет», Галерея «Московський Художник», Москва;
- 1995 — Міжнародна виставка «Художники світу», Париж (Франція), Бейрут (Ліван), Дамаск, Алеппо (Сирія);
- 1997 — Виставка на I-му Фестивалі слов'янської культури, Російський культурний центр, Париж (Франція); Галерея «Monaco Fine Arts», Монте-Карло (Монако);
- 1998 — Виставка «XXXII-й Міжнародний приз сучасного мистецтва Монте-Карло», Монако;
- 1999 — Виставка в Christie's 12-ти художників, Монако; — Виставка «Творці сьогодні», Палац конгресів, Saint-Quau-Portrieux (Франція);
- 2000 — Виставка п'ятьох лауреатів Гран Прі Фонду Тейлора, Галерея Фонду Тейлора, Париж (Франція);
- 2001 — Виставка «Посли європейського мистецтва», Лінкольн-Центр, Нью-Йорк (США); Осінній салон, Париж (Франція);
- 2003 — «Європастель», Музей історії Санкт-Петербурга;
- 2005 — Виставка, присвячена Сержу Лифару, Оперний театр Шартра (Франція);
- 2006 — Виставка «Art en Capital», Гран Пале, Париж (Франція);
- 2007 — Міжнародна виставка пастелі (Приз виставки), Париж, Франція;
- 2008 — 8-й Міжнародний фестиваль пастелі / виставка (почесний запрошений), Фетия/Лимож, Франція;
- 2009 — Виставка «Століття Російського балету Дягілева», Російський культурний центр, Париж; — Виставка «Століття Російського балету Дягілева», Виставковий зал, Рамбуйе, Франція;
- 2010 — Виставка «Art en Capital», Гран Пале, Париж;
- 2011 — Виставка, присвячена Російському балету Дягілева, у Château de la Chapelle d'Angillon, Франція; — Виставка творів російських художників Парижу до 150-річчя Собору св. Олександра Невского в Парижі з 17 по 24 листопада, Galerie Sialsky : 2, rue Pierre le Grand;
- 2014 — Мерія, Антверпен, Бельгія;
- 2015 — Виставка художників Монако (почесний запрошений у Рік Росії у Монако), Виставковий зал: 4, Quai Antoine I, Монако;

## Художні проекти
- Інтер'єр та експозиція музею Академічного Театру опери та балету Єкатеринбурга, 1982—1985;
- Серія портретів творчих людей;
- Серія картин, присвячених Театру:
  - опері: картина «Посвящета Шаляпіну», 1993 (представлена у Большому театрі 13 лютого 1993);
  - балету: триптих «Посвята Російському Балету Дягілева », 1997; картина «Посвята Вацлаву Ніжинському », 1999—2001; « Серж Лифар в ролі Ікара», 2005;
- Цикл картин «Російські сни», з 1992;
- Серія картин для інтер'єрів палацу Президента Об'єднаних Арабських Еміратів, шейха Абу-Дабі, 2003—2004;
- Проекти поштових марок князівства Монако;
- Проекти поштових марок Росії;

### Поштовие марки князівстваМонако
- «Оперний театр Монте-Карло — Зал Гарньє», 2005;
- «Філармонійний оркестр Монте-Карло», 150-річчя його заснування, 2006;
- «Портрет князя Альберта II в профіль», 2006;
- «Борис Пастернак», до 50-річчя присуждення письменнику Нобелівської премії за роман «Доктор Живаго», 2008;
- «Століття Російського Балету Дягілева» , 2009;
- «Чехов Антон Павловіч, 150-річчя російського письменника», 2009;
- «Шлюб Альбера II, князя Монако, та Шарлін Віттсток», 2011;
- «Теофіль Готьє, 200-річчя французького письменника», 2011;
- «Клод Дебюссі, 150-річчя французького композитора», 2012;
- «Чайковський Петро Ілліч, 175-річчя російського композитора», 2015;
- «Артуро Тосканіні, 150-річчя італійського диригента», 2017;

### Поштовие марки Росії
- «400 років відновленню єдності Російської держави», 2012,
- «1150 лет місії Святих рівноапостольних Кирила і Мефодія в слов'янські країни», 2013,

## Відео
- «Російський художник Георгій Шишкін пише портрет Жерара Депардьє» // Перший канал;
- Репортаж із вернісажу виставки Георгія Шишкіна в Парижі з участю Жерара Депардьє // CANAL+, Франція (фр.);
- «Шишкін нашого часу. У Російському музеї відкрилася виставка Георгія Шишкіна», Телеканал Санкт-Петербург, 28 червня 2017;